# Огородники (Гончарский сельсовет)
Огородники (бел. Агаро́днікі) — деревня в Лидском районе Гродненской области Беларуси. Входит в состав Гончарского сельсовета.

## География
Расположена на шоссе Р-11, Лида — Берёзовка.
Ближайшие населённые пункты Беневичи, Берёзовка, Ганцевичи и др.

### Гидрография
Река Неман.

## История
В 1-1, 5 км от деревни, ниже течения Немана, на высоком правом берегу находится поселение эпохи феодализма. Здесь обнаружены кремниевые устройства.

С начала XVIII века до 1930-х годов к северу от сегодняшнего поселения находилось имение Вашкевичи. На возвышенной надпойменной террасе Немана стоял дворец, построенный хозяином имения графом Сологубом. В конце XIX века это имение с дворцом и всеми постройками перешло в наследство графу Ленскому.
Со временем Зенон Ленский стал одним из основателей кустарных мастерских стекла в Берёзовке, которые позже расширились и превратились в стеклозавод «Неман».
Впоследствии усадьбу с дворцом выкупил у Ленского граф Ледуховский. В 1932 году усадьбу имения вместе с костёлом, который стоял рядом, выкупил у Ледуховского Адольф Чилек. Вторую часть он выкупил у графа Ленского и стал единственным владельцем.
Костёл Святых Иоахима и Анны был построен по проекту итальянского архитектора Петрунелли, которого пригласил в 1763 году меценат стройки граф Сологуб.
С 1904 года в Гончарской волости Лидского уезда Виленской губернии.

## Население

### Численность
- 2009 год — 138 жителей

### Динамика
- 1904 год — 230 жителей (деревня Огородники 1-е)[2]
- 1999 год — 166 жителей (перепись населения)
- 2009 год — 138 жителей (перепись населения)[2]

## Улицы
- Костёл Святых Иоахима и АнныГагарина
- Ленинская
- Набережная и др.

## Достопримечательность
- Братская могила.
- Костёл Святых Иоахима и Анны. Памятник архитектуры неоклассицизма. Расположен на северной окраине деревни.